# Ploceus katangae
Ploceus katangae là một loài chim trong họ Ploceidae.